# 범입본
범입본(范立本, 범립본), 본명 범근(范瑾)은 원나라 말기에 출생한 명나라 사람, 즉 원·명 교체기의 인물로, 자가 종도(從道)다. 그에 관한 기록이 거의 없으나, 주로 활동한 시기는 명나라 초기일 것으로 추정되며, 정계에 진출하기보다 지방 향촌이나 산림에 은거하여 후학들을 교육하고 저술 활동을 하면서 일생을 마친 일사(逸士)로 추정된다. 그가 편찬한 ≪명심보감≫은 명나라의 사회적 신분이 높은 상류 지식층에서 주목했고, 명나라 황제들이 사특한 종교를 배척하고 부패한 정치를 바로잡기에 적합한 양서로 인정하고 편찬했다. 그만큼 그는 사상적 편중에서 벗어나 중세 중국의 지성과 인륜도덕, 삶의 질을 향상시키기 위해 혼자 노력하고 헌신했던 인물이라고 할 수 있다.